# Pedicularis tuberosa
La pedicolare zolfina (nome scientifico Pedicularis tuberosa L., 1753)  è una pianta parassita appartenente alla famiglia delle Orobanchaceae.

## Etimologia
Il nome generico (Pedicularis) deriva da un termine latino che significa "pidocchio" e si riferisce alla convinzione che queste piante infestino di pidocchi il bestiame al pascolo; altri giustificano l'etimologia del nome del genere all'opposto, ossia in quanto si pensa che queste piante liberino la testa dai pidocchi. L'epiteto specifico (tuberosa) fa riferimento al particolare fusto ipogeo di tipo tuberoso.
Il binomio scientifico della pianta di questa voce è stato proposto da Carl von Linné (1707 – 1778) biologo e scrittore svedese, considerato il padre della moderna classificazione scientifica degli organismi viventi, nella pubblicazione "Species Plantarum - 2: 610. 1753" del 1753.

## Descrizione
Queste piante sono alte da 10 a 25 cm. La forma biologica è emicriptofita rosulata (H ros), ossia in generale sono piante erbacee, a ciclo biologico perenne, con gemme svernanti al livello del suolo e protette dalla lettiera o dalla neve e hanno le foglie disposte a formare una rosetta basale. Sono inoltre piante parassite: le radici mostrano organi specifici per nutrirsi della linfa di altre piante.

### Radici
Le radici, spesso fusiforme, grosse e carnose a carattere tuberoso, si distribuiscono a raggiera cercando di raggiungere le radici di altre piante per succhiarne la linfa.

### Fusto
La parte aerea del fusto è ascendente o eretta. La superficie è percorsa da due linee di peli; la parte inferiore è più o meno irsuta/pelosa.

### Foglie
Le foglie hanno un contorno lineare-lanceolato a forma pennatosetta con segmenti profondamente dentati. Dimensione delle foglie: larghezza 1 – 2 cm; lunghezza 7 – 10 cm.

### Infiorescenza

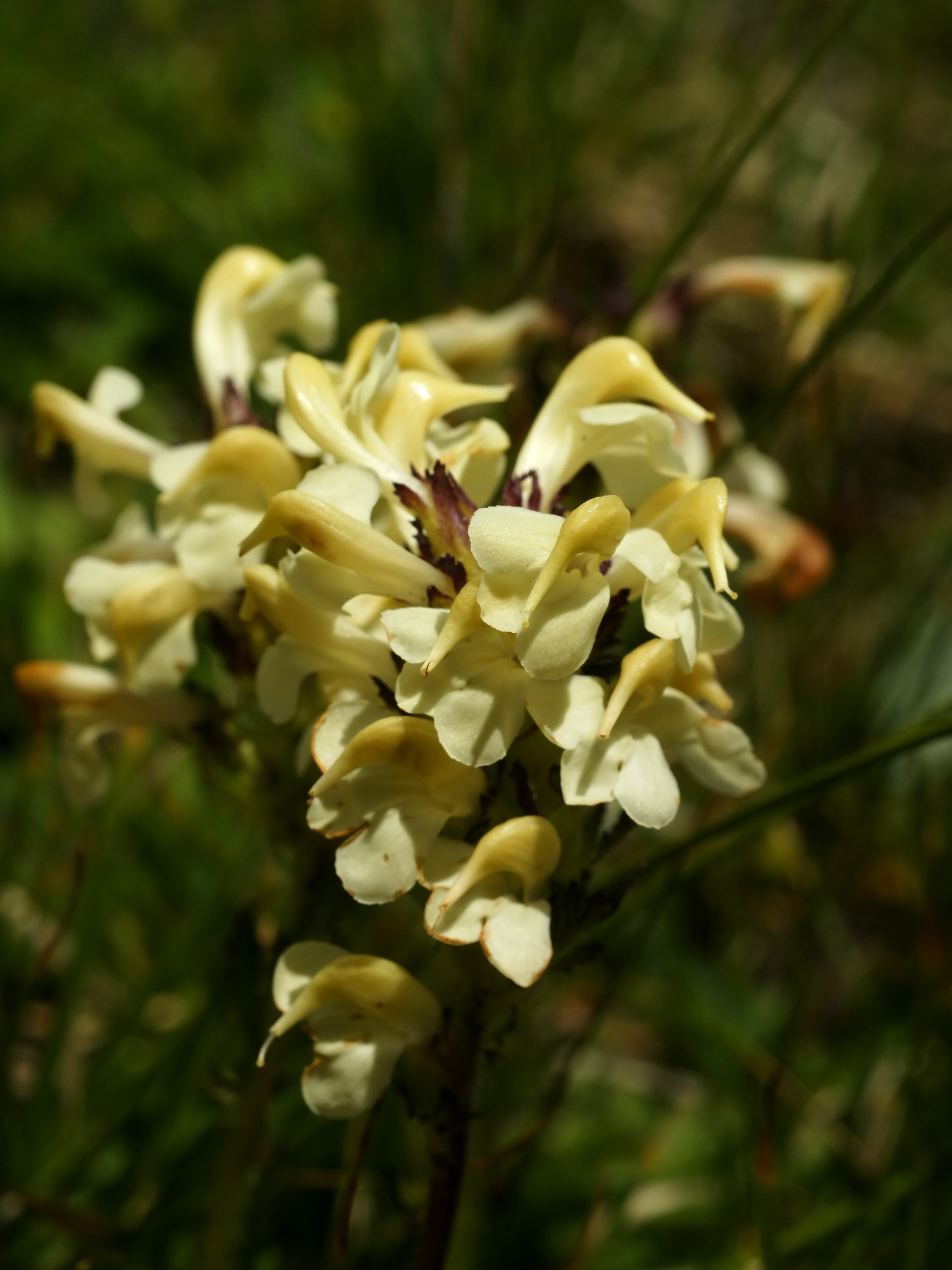
Infiorescenza

Le infiorescenze sono delle spighe capitate e alla fruttificazione con fiori distanziati. Le brattee dell'infiorescenza (anche queste a forma pennatosetta) sono pubescenti con segmenti dentellati.

### Fiore
I fiori sono ermafroditi, zigomorfi (del tipo bilabiato), tetrameri, ossia con quattro verticilli (calice – corolla - androceo – gineceo) e pentameri (la corolla e il calice sono a 5 parti).
- Formula fiorale: per questa pianta viene indicata la seguente formula fiorale:

X, K (5), [C (2+3), A 2+2], G (2), (supero), capsula
- Calice:il calice è gamosepalo con cinque denti diseguali (la base del calice è un tubo campanulato) e con superficie pubescente o villosa (ma non internamente o sui denti); i denti del calice sono simili ai segmenti delle foglie, sono crenati e sono lunghi quanto il tubo calicino. Lunghezza del calice: 10 – 12 mm.
- Corolla: la corolla, a forma più o meno cilindrica, è gamopetala bilabiata a fauci aperte; il labbro superiore della corolla è più o meno falcato e termina in un becco sottile e allungato; quello inferiore è patente con tre lobi ottusi. Il colore della corolla è giallo-pallido. Lunghezza della corolla: 16 – 20 mm. Lunghezza del becco: oltre 5 – 6 mm.
- Androceo: l'androceo possiede quattro stami didinami (due grandi e due piccoli). I filamenti sono inseriti più o meno alla base della corolla. Le antere, dissimulate sotto il cappuccio del labbro superiore sono strettamente unite da una fitta peluria. La maturazione del polline è contemporanea allo stigma.[12]
- Gineceo: l'ovario è supero formato da due carpelli ed è biloculare. Lo stilo inserito all'apice dell'ovario è del tipo filiforme; lo stigma è semplice ed è protruso oltre il cappuccio della corolla in modo da evitare l'auto-impollinazione.[12]
- Fioritura: da giugno a luglio (agosto).

### Frutti
Il frutto è una capsula loculicida bivalve, appuntita a forma compresso-globosa (a maturità è più lunga del calice di 2 – 3 mm). I semi sono pochi a forma angolosa.

## Riproduzione
- Impollinazione: l'impollinazione avviene tramite insetti (impollinazione entomogama).
- Riproduzione: la fecondazione avviene fondamentalmente tramite l'impollinazione dei fiori (vedi sopra).
- Dispersione: i semi cadendo a terra sono dispersi soprattutto da insetti tipo formiche (disseminazione mirmecoria).

## Distribuzione e habitat

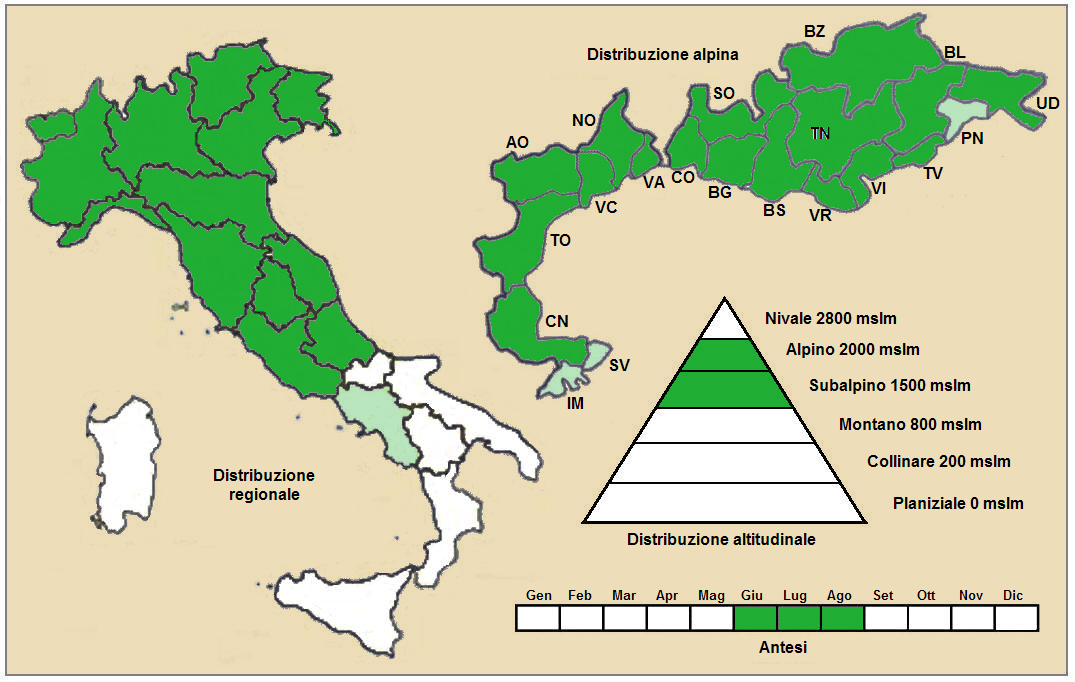
Distribuzione della pianta
(Distribuzione regionale – Distribuzione alpina)

- Geoelemento: il tipo corologico (area di origine) è Orofita - Sud Ovest Europeo.
- Distribuzione: in Italia è una pianta rara e si trova al nord e al centro a quote alte. Fuori dall'Italia è presente in Francia (tutti i dipartimenti alpini), in Svizzera e in Austria (Länder del Vorarlberg, Tirolo Settentrionale, Tirolo Orientale, Salisburgo e Carinzia). Sugli altri rilievi europei collegati alle Alpi si trova nei Pirenei.[14]
- Habitat: l'habitat tipico per questa specie sono i pascoli subalpini e alpini su silice o su terreno acidificato. Il substrato preferito è siliceo con pH acido, bassi valori nutrizionali del terreno che deve essere secco.[14]
- Distribuzione altitudinale: sui rilievi queste piante si possono trovare da 1400 fino a 2500 m s.l.m. (massimo 2750 m s.l.m.); frequentano quindi i seguenti piani vegetazionali: subalpino e alpino.

### Fitosociologia
Dal punto di vista fitosociologico Pedicularis tuberosa appartiene alla seguente comunità vegetale:
Formazione: delle comunità delle praterie rase dei piani subalpino e alpino con dominanza di emicriptofite
Classe: Juncetea trifidi

## Tassonomia
La famiglia di appartenenza della specie (Orobanchaceae) comprende soprattutto piante erbacee perenni e annuali semiparassite (ossia contengono ancora clorofilla a parte qualche genere completamente parassita) con uno o più austori connessi alle radici ospiti. È una famiglia abbastanza numerosa con circa 60 - 90 generi e oltre 1700 - 2000 specie (il numero dei generi e delle specie dipende dai vari metodi di classificazione) distribuiti in tutti i continenti. Il genere Pedicularis comprende 400-500 specie (il genere più numeroso della famiglia con distribuzione quasi cosmopolita - manca in Africa e Australia) delle quali 23 sono presenti nella flora spontanea italiana.

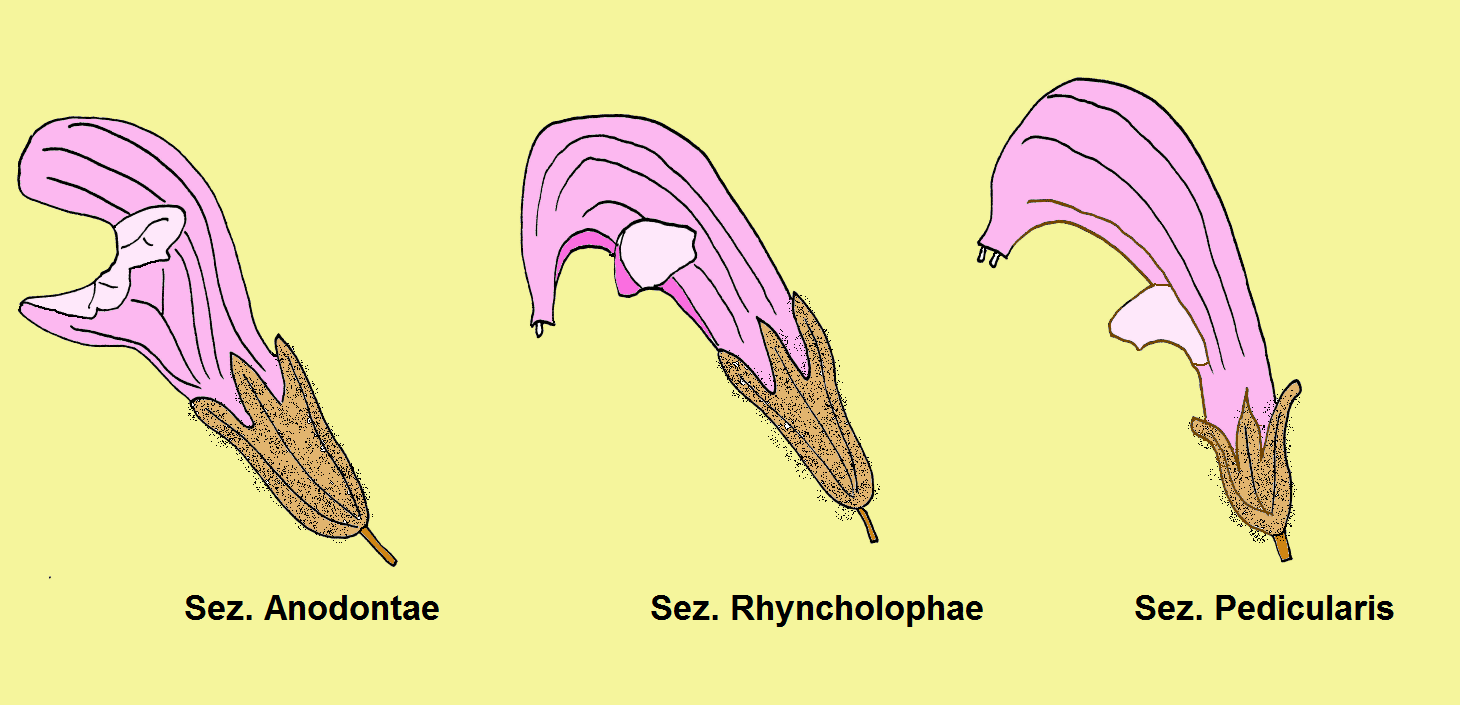
Le tre sezioni del genere

La classificazione del genere è difficile in quanto la forma del fiore è molto simile tra specie e specie; inoltre il colore della corolla nel secco è indistinguibile. Pignatti nella "Flora d'Italia" divide le specie spontanee della flora italiana in tre gruppi in base alla forma del labbro superiore (vedi il disegno):
- Sez. Anodontae: l'apice del labbro superiore della corolla è arrotondato (né rostrato e né dentato).
- Sez. Rhyncholophae: il labbro superiore della corolla è più o meno falcato e termina in un becco allungato.
- Sez. Pedicularis: il labbro superiore della corolla è provvisto di due dentini sotto la parte falcata.

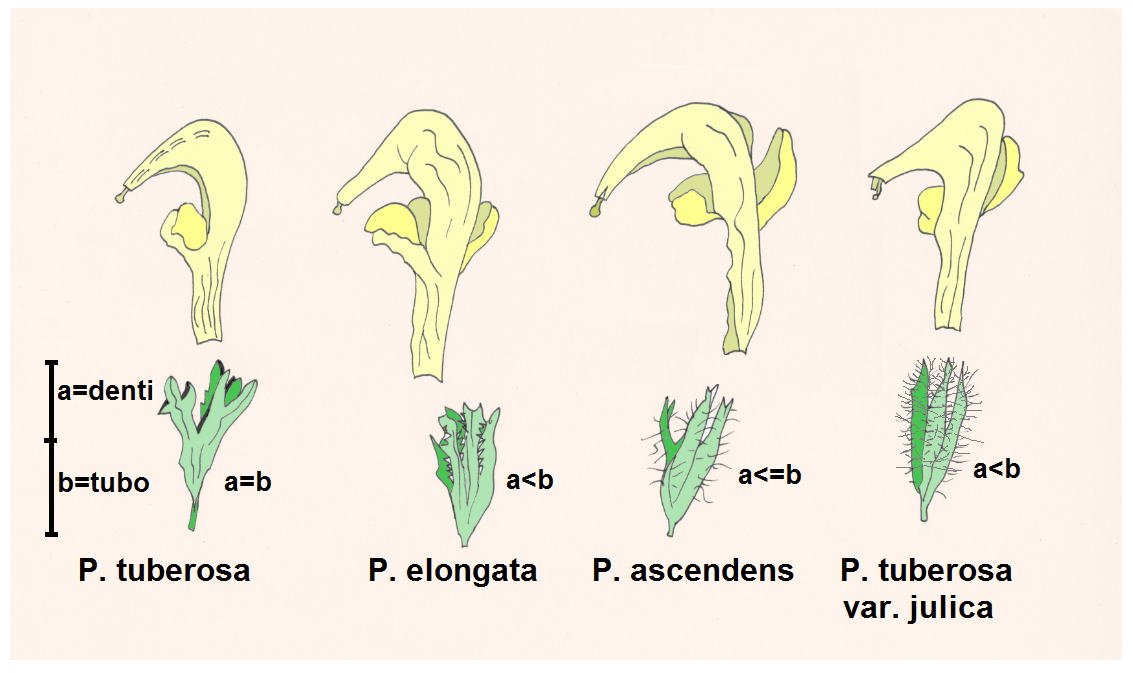
Gruppo di Pedicularis tuberosa

La specie P. tuberosa appartiene alla sez. Rhyncholophae; all'interno di questa sezione è a capo del Gruppo di Pedicularis tuberosa formato dalle seguenti specie (oltre a quella di questa voce): Pedicularis elongata Kerner e Pedicularis ascendens Schleich. ex Gaudin. Nella "Flora d'Italia" di Pignatti a questo gruppo appartiene anche la specie Pedicularis julica E. Mayer (Pedicolare delle Alpi Giulie) considerata attualmente un sinonimo di Pedicularis elongata subsp. julica (E. Mayer) Hartl I caratteri distintivi di questo gruppo sono il colore giallo della corolla con il becco allungato e il comune numero cromosomico. Per la distinzione delle specie all'interno del gruppo, importante è il rapporto tra la lunghezza dei denti rispetto alla parte tubulosa del calice (vedi disegno a parte). Le specie di questo gruppo sono delle entità ben separate sia dal punto di vista geografico che quello ecologico. Spesso tra queste specie si formano degli ibridi.
Il numero cromosomico di P. tuberosa è: 2n = 16.

### Filogenesi
Secondo una recente ricerca di tipo filogenetico la famiglia Orobanchaceae è composta da 6 cladi principali nidificati uno all'interno dell'altro. Il genere Pedicularis si trova nel quarto clade (relativo alla tribù Pedicularideae). All'interno della tribù il genere è in posizione "gruppo fratello" al resto dei generi della tribù.

## Altre notizie
La pedicolare tuberosa in altre lingue è chiamata nei seguenti modi:
- (DE)  Knollen-Läusekraut
- (FR)  Pédiculaire tubèreuse